# قانون الأبوة المسؤولة والصحة الإنجابية لعام 2012
الأسرة المسئولة وقانون الصحة الإنجابية لعام 2012 (القانون العمومي رقم 10354) والذي يعرف بشكل دارج باسم «قانون الصحة الإنجابية»، هو قانون في الفلبين يضمن إتاحة عالمية لوسائل منع الحمل، والتحكم في الخصوبة والتثقيف الجنسي ورعاية الأمومة.
وبينما يوجد إجماع عام على بنوده عن صحة الأم والطفل، فهناك جدل كبير عن تكليف الحكومة الفلبينية والقطاع الخاص بالتمويل والتوزيع واسع الانتشار لوسائل تنظيم الأسرة مثل العازل الذكري، وأقراص منع الحمل واللولب الحمي. كما ستضطلع الحكومة بنشر المعلومات حول كيفية استخدامها في مراكز الرعاية الصحية.
كانت إحدى فقرات القانون مثيرة للخلاف والانشقاق بين الأكاديميين والمنظمات الدينية وشخصيات سياسية رئيسية حيث أعلنوا دعمهم أو رفضهم له بينما كان القانون معلق في المجلس التشريعي. وظهرت نقاشات ساخنة ومسيرات مؤيدة ومعارضة للقانون في أنحاء البلاد.
وأجلت المحكمة العليا تطبيق القانون في مارس 2013 استجابة لتلك التحديات. وفي الرابع من إبريل عام 2014 أقرت المحكمة بإن القانون غير منافٍ للدستور ولكنها أسقطت ثمانية بنود جزئيًا أو بشكل كلي.
وعُنون الموجز السياسي للمجلس  بـ«ترويج الصحة الإنجابية». ويعود تاريخ الصحة الإنجابية في الفلبين إلى عام 1967 عندما وقع زعماء 12 دولة بما فيهم الرئيس الفلبيني «فريدريك ماركوس» إعلان عن السكان. ووافقت الفلبين على اعتبار المشكلة السكانية كعنصر أساسي لتطوير الاقتصاد على المدى الطويل. ولهذا أٌنشئت اللجنة السكانية للضغط من أجل تقليص معيار حجم العائلة والتزويد بالمعلومات والخدمات التي تسهم في تخفيض معدلات الخصوبة.
وبداية من عام 1967 تحملت الوكالة الأمريكية للتنمية الدولية 80% من إجمالي الوسائل المستخدمة في تنظيم الأسرة (موانع الحمل) في البلاد والتي قدرت بحوالي 3 ملايين دولار سنويًا. وفي عام 1975 تبنت الولايات المتحدة سياستها الخاصة  بدراسة الأمن القومي للمذكرة الدبلوماسية 200: تأثيرات الزيادة السكانية العالمية على أمن الولايات المتحدة ومصالحها في الخارج. وقد أعطت هذه السياسية أهمية قصوى للتحكم في معدلات الزيادة السكانية والترويج لتحديد النسل في 13 بلدًا مكتظًا بالسكان ومن بينها الفلبين؛ وذلك للتحكم في النمو المتسارع للسكان الذي يعتبرونه خطرًا على المصالح القومية الاجتماعية السياسية للولايات المتحدة. فنظرًا لكون الاقتصاد الأمريكي سيحتاج لكميات كبيرة ومتزايدة من المعادن من الخارج" قد تنتج هذه البلدان قوى معارضة مزعزعة للاستقرار ضد الولايات المتحدة الأمريكية. لهذا توصي هذه السياسة القيادة الأمريكية بـ"التأثير على القادة القوميين" كما ينبغي السعي لتحسين الدعم العالمي لجهود الزيادة السكانية من خلال التركيز المتزايد على وسائل الإعلام وباقي البرامج التعليمية والتحفيزية السكانية مثل الأمم المتحدة ووكالة المعلومات الأمريكية والوكالة الأمريكية للتنمية الدولية.
وامتلك الرؤساء المختلفون نقاط تركيز متباينة. فضغط الرئيس «فريدريك ماركوس» من أجل توزيع نظامي لوسائل منع الحمل في أرجاء البلاد، وأطلقت الإدارة الحاكمة عليها سياسة «قسرية». فيما ركزت إدارة «كورازون أكوينو» على إعطاء الحق لكل الأزواج في الحصول على عدد الأطفال الذين يرغبون فيه، وتحول «فيدال في راموس» من التحكم السكاني إلى إدارة الزيادة السكانية. واستخدم «جوزيف إسترادا» وسائل مختلفة لتقليل معدلات الخصوبة. بينما ركز «ريف جود أ أولندسكا» على تعميم تنظيم الأسرة الطبيعي مع ذكر توافر بيع موانع الحمل في البلاد.
وفي عام 1989 أُنشئت لجنة الفلبين التشريعية للسكان والتطوير والتي كرست لصياغة سياسات عامة وقابلة للتطبيق والتي تتطلب تشريعًا عن إدارة السكان والتطوير الاقتصادي الاجتماعي. وفي عام 2000 وقعت الفلبين على إعلان الألفية والتزمت بتحقيق الأهداف الإنمائية الألفية بحلول عام 2015 والتي تتضمن تشجيع المساواة بين الجنسين والصحة. وفي عام 2003 بدأت الوكالة الأمريكية للتنمية الدولية إنهاء برنامجها ذي 33 عام والذي بموجبه كانت تحصل البلاد على وسائل منع الحمل بدون مقابل. وواجهت دولة متلقية للمساعدات مثل الفلبين تحديات في تمويل برنامجها الخاص بتحديد النسل. ثم في عام 2004 تقدمت إدارة الصحة باستراتيجية الاكتفاء الذاتي الفلبينية لموانع الحمل، وذلك للتخطيط لاستبدال هذه المساعدات بوسائل منع الحمل المتوفرة بالداخل.
وفي أغسطس عام 2010 أعلنت الحكومة عن عمل مشترك مع الوكالة الأمريكية للتنمية الدولية لتنفيذ إستراتيجية تسويقية واتصالية متكاملة لتحقيق تنظيم الأسرة وأطلق عليها «ماي بلانو سيلا».

## المحتوى

### الأقسام
ينقسم المحتوى الأساسي لمشروع قانون الصحة الإنجابية الموحد إلى الأقسام التالية:
قسم 1: الأبوة المسؤولة وقانون الصحة الإنجابية لعام
قسم 2: إعلان السياسة
قسم 3: المبادئ التوجيهية
قسم 4: تعريف المصطلحات
قسم 5: مساعدات الولادة لحضور مختص
قسم 6: الرعاية بقسم طوارئ الولادة
قسم 7: الوصول إلى تنظيم الأسرة
قسم 8: رعاية صحة الأم والوليد في حالات الأزمات
قسم 9: مراجعة وفاة الأم
قسم 10:  دور إدارة الغذاء والدواء
قسم 11: المشتريات وتوزيع لوازم تنظيم الأسرة
قسم 12: دمج تنظيم الأسرة ومكون الأبوة المسؤولة في برامج مكافحة الفقر
قسم 13: أدوار الحكم المحلي في برامج تنظيم الأسرة
قسم 14: فوائد لظروف الصحة الإنجابية الخطيرة وتهديد الحياة
قسم 15: خدمة الرعاية الصحية المتنقلة
قسم 16: إلزامية الصحة الإنجابية المناسبة للعمر والتربية الجنسية
قسم 17: واجب إضافي من موظف السكان المحليين
قسم 18: شهادة الامتثال
قسم 19: بناء القدرة من عمال الصحة بارانغاي
قسم 20: خدمات مجانية للمرأة الفقيرة
قسم 21: الصحة الجنسية والإنجابية
قسم 22: الحق في معلومات الرعاية الصحية الإنجابية
قسم 23: آليات التنفيذ
قسم 24:  متطلبات الإبلاغ
قسم 25: لجنة الكونغرس
قسم 26: الأفعال المحظورة
قسم 27: العقوبات
قسم 28: الاعتمادات
قسم 29: اللائحة التنفيذية واللوائح
قسم 30- 32: شرط الانفصال، فقرة الإلغاء، الفعالية

## ملخص الأحكام الرئيسية
يفرض مشروع القانون على الحكومة "تشجيع، دون تحيز، جميع الأساليب الطبيعية والحديثة الفعالة لتنظيم الأسرة التي هي آمنة وقانونيا طبيا.
على الرغم من الاعتراف بالإجهاض باعتباره غير قانوني ويعاقب عليه القانون، ينص مشروع القانون على أنه "يتعين على الحكومة أن تضمن معاملة جميع النساء اللائي يحتجن إلى العناية بمضاعفات ما بعد الإجهاض وتقديم المشورة إليهن بطريقة إنسانية وغير قضائية ورأفة.
يدعو مشروع القانون إلى «نهج متعدد الأبعاد» يدمج عنصر تنظيم الأسرة والأبوة المسؤولة في جميع برامج الحكومة لمكافحة الفقر. الصحة الإنجابية والثقافة الجنسية مطلوبة في سن مناسب من الصف الخامس إلى الصف الرابع في المدرسة الثانوية باستخدام مهارات الحياة وغيرها من الأساليب.
كما يفوض مشروع القانون وزارة العمل والتشغيل بضمان حقوق الصحة الإنجابية لموظفيها. يتعين على الشركات التي يقل عدد العاملين فيها عن 200 عام أن تدخل في شراكة مع مقدمي الرعاية الصحية في منطقتهم لتقديم خدمات الصحة الإنجابية.
يجب على أرباب العمل الذين لديهم أكثر من 200 موظف تقديم خدمات الصحة الإنجابية لجميع الموظفين في مرافقهم الصحية الخاصة. يجب على هؤلاء الذين يقل عددهم عن 200 عامل الدخول في شراكات مع المهنيين الصحيين لتقديم خدمات الصحة الإنجابية. يجب على أصحاب العمل إبلاغ الموظفين بتوفر تنظيم الأسرة كما أنهم ملزمون بمراقبة الموظفات العاملات الحوامل بين القوى العاملة لديهن وضمان حصولهن على إجازات طبية قبل الولادة مدفوعة الأجر لمدة نصف يوم عن كل شهر من فترة الحمل التي يعملن فيها.
ستضمن الحكومة الوطنية والحكومات المحلية توافر خدمات الرعاية الصحية الإنجابية مثل تنظيم الأسرة والرعاية قبل الولادة.
أي شخص أو موظف عمومي يحظر أو يقيد تقديم خدمات الرعاية الصحية الإنجابية القانونية والآمنة طبياً، سوف يعاقب بالحبس أو الغرامة.

## دعم
يتيح الاختيار الحر فيما يتعلق بالصحة الإنجابية للناس، ولا سيما الفقراء، الحصول على عدد الأطفال الذين يريدونهم ويمكنهم رعاية وتزويدهم بالقدر الممكن. هناك العديد من الدراسات التي استشهد بها أولئك الذين يدعمون مشروع القانون
- تُظهر الدراسات الاقتصادية، لا سيما التجربة في آسيا [6]، أن النمو السكاني السريع وارتفاع معدلات الخصوبة، وخاصة بين الفقراء، يزيد من حدة الفقر ويجعل من الصعب على الحكومة معالجته[7]
- نسبة الفقر أعلى بين العائلات الكبيرة.[8] قد تسمح الأسر الصغيرة وفترات الولادة الأوسع للعائلات بالاستثمار أكثر في تعليم كل طفل وصحته وتغذيته وفي النهاية الحد من الفقر والجوع على مستوى الأسرة
- ·تشير الدراسات إلى أن 44 ٪ من حالات الحمل في أفقر خُمس غير متوقعة، وبين أفقر النساء اللاتي يرغبن في تجنب الحمل، لا يستخدم 41 ٪ على الأقل أي وسيلة لمنع الحمل بسبب نقص المعلومات أو الوصول إليها و "من بين أفقر الأسر، أعرب 22٪ من النساء المتزوجات في سن الإنجاب عن رغبتهن في تجنب الحمل ولكنهن ما زلن لا يستخدمن أي وسيلة لتنظيم الأسرة
- استخدام وسائل منع الحمل، التي أدرجتها منظمة الصحة العالمية كأدوية أساسية، سيخفض معدل الإجهاض كما فعلت في أجزاء أخرى من العالم، وفقًا لمعهد غوتماخر
- أظهر مسح SWS لعام 2008 أن 71 ٪ من المستطلعين يؤيدون مشروع القانون

## النقد
يجادل معارضو مشروع القانون بأن
- حرية الأشخاص في الوصول إلى وسائل منع الحمل غير مقيدة بأي قانون معارض، أو أن تكون متاحة في المنظمات غير الحكومية لتنظيم الأسرة، أو في المتاجر، إلخ. الدولة ليست دولة رفاهية: لا ينبغي استخدام أموال دافعي الضرائب في الممارسات الشخصية الضارة وغير الأخلاقية؛ يمكن استخدامه لإعلام الناس بأضرار BCPs.
- تشكل الأحكام الجزائية انتهاكًا لحرية الاختيار والضمير وتثبت الاضطهاد الديني.

صرح الرئيس أكينو بأنه لم يكن مؤلف مشروع القانون. وذكر أيضًا أنه يقدم الدعم الكامل لسياسة سكانية حازمة، حيث يقوم بتثقيف الآباء ليكونوا مسؤولين، وتوفير وسائل منع الحمل لأولئك الذين يطلبون ذلك، لكنه يرفض الترويج لاستخدام وسائل منع الحمل. وقال إن موقفه "يُسمى على نحو أكثر ذكاء الأبوة المسؤولة وليس الصحة الإنجابية.

## أماكن الاقتصادية والديموغرافية
الفلبين هي الدولة 39 الأكثر كثافة سكانية، بكثافة تزيد عن 335 لكل كيلومتر مربع ، ومعدل نمو السكان هو 1.9 ٪ (تعداد 2010) ، 1.957 ٪ (تقديرات عام 2010 من قبل كتاب حقائق العالم لوكالة المخابرات المركزية)، أو 1.85٪ (تقديرات متباينة عالية لعام)2005  -2010 من قبل قسم السكان بالأمم المتحدة، التوقعات السكانية في العالم: تنقيح 2008(  تأتي من 3.1 في عام 1960 .
معدل الخصوبة الإجمالي لعام 2013 هو 3.20 ولادة لكل امرأة ، من معدل الخصوبة الإجمالي البالغ 7 في عام 1960. [22] بالإضافة إلى ذلك، فإن معدل الخصوبة الإجمالي لخمس أغنى من السكان هو 2.0، وهو ما يقرب من ثلث معدل الخصوبة الإجمالي لل أفقر خُمس (5.9 طفل لكل امرأة). معدل الخصوبة الإجمالي للنساء الحاصلات على تعليم جامعي هو 2.3، أي حوالي نصف النساء الحاصلات على تعليم ابتدائي فقط (4.5 أطفال لكل امرأة).
يقول لاغمان عضو الكونجرس إن مشروع القانون "يعترف بالصلة التي يمكن التحقق منها بين عدد ضخم من السكان والفقر. النمو السكاني الجامح يعوق التنمية الاجتماعية والاقتصادية ويزيد من حدة الفقر.
قدمت كلية الاقتصاد بجامعة الفلبين ورقتين لدعم مشروع القانون: السكان والفقر: النتيجة الحقيقية (2004)، ومشروع السكان والفقر والسياسة ومشروع قانون الصحة الإنجابية (2008). وفقا لهؤلاء الاقتصاديين، والتي تشمل سوليتا مونسود، جيراردو سيكاتو، كايتانو باديرنجا، إيرنستو إم. بيرنيا وستيلا الباسترو-كويمبو، «النمو السكاني السريع ومعدلات الخصوبة المرتفعة، لا سيما بين الفقراء، تؤدي إلى تفاقم الفقر وتجعل من الصعب على الحكومة معالجته»، بينما توضح في الوقت نفسه أنه سيكون من «المتطرف» اعتبار «النمو السكاني» هو السبب الرئيسي للفقر الذي يبرر اللجوء إلى التدابير الوحشية والقسرية للتعامل مع المشكلة (مثل الحرمان من الخدمات الأساسية والإعانات للأسر التي لديها أكثر من طفلين) «. وهي توضح العلاقة بين النمو السكاني السريع والفقر من خلال مقارنة النمو الاقتصادي ومعدلات النمو السكاني في تايلاند وإندونيسيا والفلبين، حيث نما الأولان بوتيرة أسرع من الفلبين بسبب انخفاض معدلات النمو السكاني.وشددوا على أن» التجربة من جميع أنحاء آسيا تشير إلى أن برنامج [تنظيم الأسرة] الممول من الحكومة للسياسة السكانية كان مكملاً حاسماً للسياسة الاقتصادية السليمة والحد من الفقر.
في قضية السكان والفقر، أظهرت أنيسيتو أوربيتا جونيور أن نسبة الفقر أعلى بين الأسر الكبيرة: 57.3 ٪ من الأسر الفلبينية التي لديها سبعة أطفال في حالة فقر بينما يعيش 23.8 ٪ فقط من الأسر التي لديها طفلان تحت عتبة الفقر.
يجادل المؤيدون بأن الأسر الأصغر وفترات الولادة الأوسع الناتجة عن استخدام وسائل منع الحمل تسمح للعائلات بالاستثمار بشكل أكبر في تعليم كل طفل وصحته وتغذيته وفي النهاية الحد من الفقر والجوع على مستوى الأسرة. على المستوى الوطني، يقلل تخفيض الخصوبة من تكلفة الخدمات الاجتماعية حيث يقل عدد الأشخاص الذين يلتحقون بالمدارس أو يبحثون عن الرعاية الطبية ومع تراجع الطلب على الإسكان والنقل والوظائف والمياه والغذاء والموارد الطبيعية الأخرى. وبنك التنمية الآسيوي في عام 2004، أدرج عدد كبير من السكان كواحد من الأسباب الرئيسية للفقر في البلاد، إلى جانب ضعف إدارة الاقتصاد الكلي، وقضايا العمالة، والقطاع الزراعي الضعيف الأداء، وجدول أعمال إصلاح الأراضي غير المكتمل، وقضايا الحكم بما في ذلك الفساد.

## انتقاد الاساس
يشير المعارضون إلى دراسة أجرتها مؤسسة راند عام 2003، والتي خلصت إلى أن «هناك القليل من الأدلة عبر البلاد على أن النمو السكاني يعوق النمو الاقتصادي أو يعززه ... لقد كانت الحيادية السكانية في الواقع هي المدرسة السائدة في التفكير بين الأكاديميين حول النمو السكاني للنصف القرن الماضي» على سبيل المثال، دراسة 1992 التي أجراها روس ليفين وديفيد رينيلت، والتي شملت 119 دولة على مدى 30 عامًا (مقابل دراسة أجرتها جامعة الفلبين في 3 دول على مدار بضع سنوات). وقالت دراسة راند أيضًا أن عددًا كبيرًا من السكان يمكنه تعزيز النمو بالنظر إلى الأساسيات الصحيحة. وبالتالي، فإنها تشير إلى HSBCتوقعات عام 2050 لعام 2050 بأن الفلبين ستصبح في المرتبة السادسة عشرة من حيث الاقتصاد نظراً لتزايد عدد سكانها، وأولئك الذين يتناقص عدد سكانهم سوف يعانون من الانخفاض.
في تطور حديث، غير مؤلفان لمشروع قانون الصحة الإنجابية موقفهما من أحكام مشروع القانون المتعلق بالسكان والتنمية. أرادت النائبتان إيميرسيانا دي خيسوس ولوزفيميندا إيلاجان حذف ثلاثة أحكام تنص على أن «المساواة بين الجنسين وتمكين المرأة عنصران أساسيان في الصحة الإنجابية والسكان والتنمية»، التي تدمج برامج الأبوة وتنظيم الأسرة المسؤولة في مبادرات مكافحة الفقر، والتي تسمية لجنة السكان كهيئة تنسيق. يذكر ممثلو قائمة الحزبين بقوة أن الفقر ليس بسبب الإفراط في السكان ولكن بسبب عدم المساواة والفساد.
ذكرت صحيفة وول ستريت جورنال في يوليو 2012 أن «الترويج لمشروع قانون الصحة الإنجابية ‘لأكينو’ أمر صعب» لأنه قد يؤدي إلى فخ ديموغرافي لعدد قليل للغاية من العمال. الفلبين ليس لديها الكثير من الناس، لديها عدد قليل للغاية السياسات المؤيدة للنمو.
في مقابل مشروع القانون، كتب وزير المالية السابق روبرتو دي أوكامبو أنه «من المخادع حقًا أن يشرع أي شخص في فرضية أن الفقراء هم المسؤولون عن فقر الأمة». وأكد أن على الحكومة تطبيق مبدأ الأمور أولاً وركز على الأسباب الجذرية للفقر (مثل سوء الإدارة والفساد) وتطبيق العديد من البدائل الأخرى لحل المشكلة (على سبيل المثال، التخلي عن برميل لحم الخنزير، ورفع كفاءة تحصيل الضرائب).

## الصحة ووفيات الأمهات
ووفيات منظمة الصحة العالمية، يبلغ معدل وفيات الأمهات في الفلبين 5.7 في المائة يوميًا، [29] وليس 10-11 حالة وفاة يوميًا، كما يقول المؤيدون الذين كرروا هذه الأرقام «لإعادة هذه النقطة إلى الوطن». يذكر المؤيدون أن إقرار مشروع قانون الصحة الإنجابية يعني:
- الوصول إلى المعلومات حول تنظيم الأسرة الطبيعي والحديث
- تحسين صحة وتغذية الأمهات والرضع والأطفال
- تعزيز الرضاعة الطبيعية
- منع الإجهاض وإدارة مضاعفات ما بعد الإجهاض
- تحسين صحة المراهقين والشباب
- منع وإدارة التهابات الجهاز التناسلي وفيروس نقص المناعة البشرية / الإيدز والأمراض المنقولة جنسيا الأخرى
- القضاء على العنف ضد المرأة
- تقديم المشورة بشأن الحياة الجنسية والصحة الجنسية والإنجابية
- علاج سرطان الثدي وسرطان الجهاز التناسلي
- مشاركة الذكور ومشاركتهم في قضايا الصحة الإنجابية
- الوقاية والعلاج من العقم
- تعليم الصحة الإنجابية للشباب

وزارة الصحة تنص على أن تنظيم الأسرة يمكن أن يقلل من وفيات الأمهات بنحو 32 ٪. يهدف مشروع القانون إلى منع وفيات الأمهات المتعلقة بالحمل والولادة، على حد قول كلارا باديلا من جمعية الحقوقية. وذكرت أنه كل يوم، «هناك 11 امرأة تموت أثناء الولادة في الفلبين. كان من الممكن تجنب هذه الوفيات التي يمكن الوقاية منها إذا كان بإمكان المزيد من النساء الفلبينيات الوصول إلى معلومات الصحة الإنجابية والرعاية الصحية».
مفتاح حل وفيات الأمهات، وفقًا لموجز سياسة مجلس الشيوخ حول الصحة الإنجابية، هو إنشاء مراكز الولادة.
ذكرت الجمعية الطبية الفلبينية (PMA) في ورقة الموقف الخاصة بها أن هدف الحد من ارتفاع وفيات الأمهات والأطفال «يمكن تحقيقه من خلال تحسين الرعاية الصحية للأم والطفل دون الحاجة إلى توزيع وسائل منع الحمل. ملايين الأموال المخصصة لوسائل منع الحمل قد يتم تطبيق الأجهزة بشكل جيد في تحسين مهارات العاملين الصحيين لدينا في الحد من وفيات الأمهات والأطفال في الفلبين».

## ماغنا كارتا للمرأة
قال زعيم الأغلبية في مجلس الشيوخ تيتو سوتو إن مشروع قانون الصحة الإنجابية لا لزوم له لقانون عام 2009 يشار إليه باسم ماجنا كارتا للنساء، والذي يتضمن أحكام الصحة الإنجابية، ويطلب من مجلس الشيوخ إسقاط مشروع القانون.

## الحاجة غير الملباة
باستخدام بيانات من المسح الديموغرافي والصحي الوطني لعام 2008، ذكرت لاجمان أن «اثنين وعشرين في المائة من النساء الفلبينيات المتزوجات لديهن حاجة غير مستوفاة لخدمات تنظيم الأسرة، أي بزيادة بأكثر من الثلث منذ المسح السكاني والإسكان الوطني لعام 2003». يقول بعض أساتذة جامعة أتينيو دي مانيلا: «إن نساءنا ينجبن أطفالًا أكثر مما يرغبون، كما يتضح من الفجوة بين الخصوبة المرغوبة (2.5 طفل) والخصوبة الفعلية (3.5 أطفال)، مما يعني حاجة كبيرة لم يتم تلبيتها لخدمات الصحة الإنجابية». ينص مشروع القانون على أن «الدولة تساعد الأزواج والآباء والأفراد على تحقيق حجم الأسرة المطلوب في سياق الأبوة المسؤولة عن التنمية المستدامة وتشجيعهم على إنجاب طفلين كحجم الأسرة المثالي».
كتب برناردو فيليجاس ضد مشروع القانون، كتب عن «احتياجات تنظيم الأسرة الأسطورية غير الملباة»، مستشهداً بخبير التنمية الذي قال إن مصطلح «الاحتياجات غير الملباة» هو بناء نخبوي، وفرض حاجة على الفقراء، وعدم احترام تفضيلاتهم الحقيقية. وقال بريتشيت إنه «يعتمد على تباين حدده المحلل من خلال مقارنة الردود على العناصر في كتل منفصلة من الاستبيان» و «استدلال من جانب الباحث، وليس شرطًا أبلغ عنه المجيبون أنفسهم». جادل بريتشيت بأن هذا المصطلح يطبق على النساء غير الناشطات جنسياً، اللائي ينجبن، حيث يتغيب زوجها، إلخ، وبالتالي تنتفخ الأرقام لصالح شركات المستحضرات الصيدلانية ولديهن أجندة مراقبة سكانية. أكد فيليجاس: «لأن [الفقراء] محرومون من البنى التحتية التي يحتاجونها، مثل الطرق من المزرعة إلى السوق، وأنظمة الري، ومرافق ما بعد الحصاد، وغيرها من خدمات الدعم التي أهملت الدولة توفيرها لهم، وهي الموارد الاقتصادية الوحيدة التي لديهم هم أطفالهم». وتحدى أيضًا أنه على استعداد للمراهنة على أنه إذا كانت الحكومة ستوفر الأموال النقدية للفقراء ل شراء الواقي الذكري، سوف يستخدم الفقراء النقود مقابل الغذاء والاحتياجات الأساسية، وبالتالي تنفجر الأسطورة.

## الوصول
أحد الشواغل الرئيسية لأنصارها هو الافتقار الملحوظ إلى الوصول إلى أجهزة تنظيم الأسرة مثل وسائل منع الحمل والتعقيم. يهدف مشروع القانون إلى توفير الوصول الشامل من خلال التمويل الحكومي، وبالتالي استكمال مبادرات القطاع الخاص لخدمات تنظيم الأسرة، مثل تلك التي يقدمها الاتحاد الدولي لتنظيم الأسرة (IPPF) الذي يدعم منظمات تنظيم الأسرة في الفلبين و 97 منظمة في الفلبين مجلس المنظمات غير الحكومية.
في المقابل، تجادل مدرسة «اب» للاقتصاد أن هناك نقصًا في إمكانية الوصول وخاصة للفقراء، لأن استخدام وسائل منع الحمل منخفض للغاية بينهم وبين «أفقر الأسر، 22٪ من النساء المتزوجات في سن الإنجاب يعبرن عن الرغبة في تجنب الحمل. ولكن لا تزال لا تستخدم أي طريقة لتنظيم الأسرة . يقولون أن عدم الوصول يؤدي إلى عدد من المشكلات الخطيرة التي تتطلب الانتباه: (1)» الكثير من الأطفال والمتباعدون عن كثب يزيد من خطر الإصابة بالمرض والوفيات المبكرة (للأم والطفل على حد سواء)،" (2) " تعد المخاطر الصحية المرتبطة بحالات الحمل غير المرغوب فيها وغير المرغوب فيها أعلى بالنسبة للأمهات المراهقات، لأنهن أكثر عرضة للإصابة بمضاعفات أثناء المخاض، «(3) النساء اللائي تعرضن لحمل الحمل المصاب» بالقيود على الاعتماد أكثر على التعليم العام والخدمات الصحية وغيرها من الخدمات العامة السلع والخدمات المقدمة "، مما يزيد من تعقيد الموارد العامة المحدودة، (4) الأسر غير قادرة على تحقيق حجم الأسرة المطلوب. وبالتالي فإن الاقتصاديين «اب» “بقوة وبدعم لا لبس فيه" فحوى مشروع القانون لتمكين المؤيدون بأن الوصول الممول من الحكومة هو المفتاح لكسر الفقر بين الأجيال الذي يحاصره الكثير من الناس.

## الأسرة الطبيعية التخطيط
يزعم مؤيدو مشروع القانون أن "أساليب تنظيم الأسرة الطبيعية لم تثبت موثوقيتها مثل الوسائل الاصطناعية لتحديد النسل

## الإجهاض

### قضية فاشلة
وفقًا لمشروع قانون الصحة الإنجابية، فإن أحد مكوناته هو «منع الإجهاض وإدارة مضاعفات ما بعد الإجهاض». وتنص على أن «الحكومة يجب أن تضمن معاملة جميع النساء اللائي يحتجن إلى رعاية مضاعفات ما بعد الإجهاض وتقديم المشورة إليهن بطريقة إنسانية وغير قضائية ورأفة». وينص أيضًا على أن «الإجهاض ما زال جريمة ويعاقب عليه»، حيث ينص الدستور على أن «الدولة تحمي على قدم المساواة حياة الأم وحياة الجنين من الحمل».
يعتمد موقف الجمعية الطبية الفلبينية (بي ام ايه) «بقوة على مبدأ أن» الحياة أو الحمل يبدأن عند الإخصاب «في تلك اللحظة التي يوجد فيها اندماج أو اتحاد للحيوانات المنوية والبيضة وبالتالي يكون إنسانًا أو إنسانًا بالفعل لا يوجد في لحظة الإخصاب». تدين سلطة النقد الفلسطينية عمليات الإجهاض التي «تقضي على البويضة المخصبة أو الجنين» و «تمقت أي إجراء أو دواء من شأنه أن يوقف أي مرحلة من الإخصاب ويمنع نموها الطبيعي والفسيولوجي دون انقطاع إلى مرحلة البلوغ».
أفاد جو إمبونج، مؤسس مؤسسة اباي بامليا، أن "لاجمان قال في جلسة استماع في مجلس النواب إن مشروع القانون سوف يحمي حياة الإنسان" من الزرع " ، وليس من الإخصاب، مشيرًا في الوقت نفسه إلى أن سجلات تنص اللجنة الدستورية على أن "الحياة البشرية تبدأ بالإخصاب".

## وسائل منع الحمل والإجهاض
يجادل المؤيدون بأن الأبحاث التي أجراها معهد غوتماخر، والمشاركة في النهوض بالصحة الإنجابية الدولية، تكشف أن استخدام وسائل منع الحمل يمكن أن يقلل من معدلات الإجهاض بنسبة 85 ٪. أنصار مثل 14 جامعة أتينيو دي مانيلا يقول الأساتذة: «تشير الدراسات إلى أن غالبية النساء اللائي يذهبن للإجهاض متزوجات أو في اتحاد رضائي (91٪)، أم لثلاثة أطفال أو أكثر (57٪)، وفقيرة (68٪) (خواريز وكابيجون وشينج 2005) بالنسبة لهؤلاء النساء، يعد إنهاء الحمل خيارًا مؤلمًا في مواجهة قيود شديدة، وعندما طُلب من النساء اللائي حاولن الإجهاض أسبابهن للقيام بذلك، كانت إجاباتهن الثلاثة الأولى هي: لم يتمكنوا من تحمل التكلفة الاقتصادية لتربية طفل آخر (72 ٪)؛ وحدث الحمل بعد وقت قصير للغاية من آخر واحد (57 ٪)؛ ولديهم بالفعل ما يكفي من الأطفال (54 ٪)، واحدة من كل عشر نساء (13 ٪) الذين لديهم كشفت محاولة الإجهاض أن السبب في ذلك هو أن حملها نتج عن ممارسة الجنس بالإكراه (المرجع نفسه)، وبالتالي، أصبح الإجهاض بالنسبة لهؤلاء النساء وسيلة لتنظيم الأسرة، في حالة عدم وجود معلومات عن أي وسيلة موثوقة والوصول إليها لمنع حدوث حمل غير مخطط وغير مرغوب فيه».
وقالت كلارا باديلا من إنجندر رايتس إنك، إن مشروع القانون سيساعد في تقليل عدد حالات الإجهاض من خلال توفير وصول أكبر إلى المعلومات والخدمات المتعلقة بوسائل منع الحمل الحديثة، وهذا بدوره سيقلل من عدد حالات الحمل غير المرغوب فيها ، وغالبًا ما يتم إجهاضها.
يتهم طرفا النقاش الجانب الآخر بالخداع وتضليل الجمهور. يتهم الأشخاص المؤيدون للصحة الإنجابية المجموعة المناهضة للصحة الإنجابية بتضليل الجمهور عن طريق وصف مشروع القانون بأنه مشروع قانون إجهاض، عندما ينص مشروع القانون على أن الإجهاض يظل جريمة ويعاقب عليه. يتهم المدافعون عن حقوق الصحة الإنجابية أنصار الصحة الإنجابية باختباء من الجمهور أجندة مراقبة السكان الدولية التي تشمل الإجهاض ويشيرون إلى وزيرة الخارجية هيلاري كلينتون التي قالت إن الصحة الإنجابية تشمل الإجهاض.

## وسائل منع الحمل

### الأخلاق والآثار الاجتماعية
أربعة عشر أستاذا من جامعة أتينيو دي مانيلا، الجامعة الكاثوليكية البارزة، بالنظر إلى الأدلة التجريبية للظروف الاجتماعية والاقتصادية المأساوية للفقراء الفلبينيين، حثت على تمرير مشروع القانون لمساعدتهم. قالوا: «ككاثوليك وفلبينيين، نشاطر الأمل ومهمة بناء كنيسة للفقراء. لذلك نشعر بالانزعاج والحزن العميقين لنداءات وجهها بعض أعضاء الكنيسة الكاثوليكية برفض التشريعات المقترحة التي وعدت بتحسين رفاهية الأسر الفلبينية، وخاصة حياة النساء والأطفال والمراهقين والفقراء». وأعلنوا أن «التعاليم الاجتماعية الكاثوليكية تعترف بأولوية الضمير المتشكل جيدًا على الامتثال الخشبي لتوجيهات السلطات السياسية والدينية»، وحثوا السلطات الكاثوليكية على سحب معارضة مشروع القانون. نقلا عن الوثائق الكاثوليكية والدراسات العلمية، فسروا أن «قانون الصحة الإنجابية هو مناصرة للحياة، مناصرة للنساء، مناصرة للفقراء، مناصرة للشباب، ومن بين المؤيدين». وشددوا على أن مشروع القانون «يعزز نوعية الحياة، من خلال تمكين الأزواج، وخاصة الفقراء، من جلب عدد الأطفال الذين يعتقدون أنهم قادرون على رعايتهم وتغذيتهم ليصبحوا أعضاء أصحاء ومنتجين في مجتمعنا». وهكذا، دعوا ورقة «الكاثوليك يمكن أن تدعم مشروع قانون الصحة الإنجابية في ضمير جيد».
رداً على ذلك، أعلنت إدارة أتينيو عن وحدتها في التعليم الكاثوليكي وأن لديها «اعتراضات جدية على مشروع القانون الحالي».
أكد مؤيدو مثل لاغمان أيضًا أن التعليم الكاثوليكي الرسمي نفسه، المعبر عنه في السيرة الذاتية الإنسانية الصادرة منذ أربعين عامًا فقط في عام 1964، ليس معصومًا.قال إن اللجنة البابوية لتحديد النسل ، التي تضمنت أساقفة وعلماء دين ، أوصت بأن تغير الكنيسة تعاليمها بشأن وسائل منع الحمل لأنها خلصت إلى أن «تنظيم الحمل يبدو ضروريًا لكثير من الأزواج الذين يرغبون في تحقيق مسؤولية ، أبوة مفتوحة ومعقولة في ظروف اليوم». علاوة على ذلك، ذكرت افتتاحية الجريدة الفلبينية اليومية انكوايرر أن التعاليم الكاثوليكية هي «تعاليم دينية» فقط ويجب ألا تُفرض بالتعصب على دولة علمانية.
يجادل المعارضون بأن البؤس ليس نتيجة للكنيسة التي يقولون إنها أكبر منظمة خيرية في العالم، بل انهيار بالمعنى الأخلاقي الذي يعطي النظام للمجتمع، كما أن البؤس لا يأتي من الآباء الذين ينشؤون الأطفال بإخلاص وانضباط. والحب واحترام الحياة، ولكن من أولئك الذين يجردون البشر من الكرامة والمسؤولية الأخلاقية، من خلال معاملتهم على أنهم مجرد آلات، والتي يعتقدون أن وسائل منع الحمل لديها.

## أسباب صحية
وإذ أشارت الرابطة الطبية الفلبينية إلى أن "وسائل منع الحمل بالنسبة للمرأة كبيرة كذبة" و "ضد بداية حياة جديدة"، فإن قائمة الآثار الجانبية لمنع الحمل كبيرة؛ وتشمل قائمة الآثار الجانبية طويلة، وتشمل ارتفاع ضغط الدم والسكتات الدماغية، زيادة الإصابة ببعض أشكال السرطان ". بينما تعترف منظمة الصحة العالمية بالآثار الجانبية السلبية المحتملة للحبة، إلا أنها لا تزال تعرّفها كدواء أساسي.
جادل أنصار مثل للنساء الديمقراطيات الاشتراكيات في الفلبين أن "منظمة الصحة العالمية (WHO) تشمل وسائل منع الحمل في قوائمها النموذجية من الأدوية الأساسية"، وبالتالي فهي الأدوية المأمونة. "الأدلة الطبية والعلمية"، كما يقول المؤيد الرئيسي، "تُظهر أن جميع المخاطر الطبية المحتملة المرتبطة بوسائل منع الحمل أقل بشكل غير محدود من مخاطر الحمل الفعلي والأنشطة اليومية خطر الوفاة داخل سنة واحدة من استخدام حبوب منع الحمل هي 1 من كل 200000. خطر الوفاة من استئصال الأسهر هو 1 من مليون وخطر الوفاة من استخدام اللولب هو واحد من كل 10 ملايين ... ولكن خطر الوفاة من الحمل هو 1 في 10000.

## فيروس نقص المناعة البشرية / الإيدز
ينص مشروع القانون «أر اتش» الوقاية والعلاج من فيروس نقص المناعة البشرية / الإيدز وغيره، الأمراض المنقولة جنسيا / الأمراض المنقولة جنسيا، لا سيما وأن عدد حالات الإصابة بالفيروس بين الشباب تضاعفت ثلاث مرات تقريبا من 41 في عام 2007 إلى 110 عام 2008. أنصار أكد أن «أر اتش» سوف المساعدة في وقف وباء الإيدز الذي يتفاقم في الفلبين. أوضح لاجمان أنه «على الصعيد العالمي، انخفض العدد الجديد من حالات الإصابة بفيروس نقص المناعة البشرية ووفياته بما يقرب من 20 في المائة. ومن المفارقات والمأساوية أن مسار الفلبين يتجه نحو الاتجاه الآخر. زادت إحصائيات بلدنا بشأن فيروس نقص المناعة البشرية / الإيدز بنسبة 30 في المئة!»  من أهم الوسائل توزيع الواقي الذكري. أشاد المؤيدون بجهود الحكومة في فبراير 2010 عندما قامت بتوزيع الواقي الذكري في بعض مناطق مانيلا.

## استطلاعات الرأي والمناقشات التلفزيونية
يشير المؤيدون إلى العديد من الدراسات الاستقصائية التي أجرتها منظمتان محليتان بارزتان (SWS وPulse Asia) والتي تظهر دعم الأغلبية لمشروع القانون. أظهر مسح أجري عام 2008 بواسطة محطات الطقس الاجتماعي، بتكليف من منتدى تنظيم الأسرة والتنمية (FFPD)، وهي مجموعة مناصرة غير حكومية، أن 68 بالمائة من الفلبينيين يوافقون على أنه يجب أن يكون هناك قانون يلزم الحكومة بتوزيع وسائل منع الحمل القانونية. رئيس SWS ومؤيد بيل آر إتش، ماهر منجاهاس أفاد أن "الاستطلاع وجد أن 71 بالمائة يؤيدون "أر اتش"، 21 بالمائة لم يتقرروا، و8 بالمائة فقط عارضوا. من بين أولئك الذين عرفوا أصلاً بالفاتورة، كانت النتيجة 84 بالمائة لصالح، وعارض 6 بالمائة. بين أولئك الذين تعلموا مشروع القانون لأول مرة بسبب الاستطلاع، كانت النتيجة 59 في المئة مقابل، مقابل 11 في المئة معارضة. ذكرت نبض آسيا أنه في مسح أكتوبر 2008 "معظم الفلبينيين على علم مشروع قانون الصحة الإنجابية المعلق في مجلس النواب (68 ٪) ويؤيد مشروع القانون (63 ٪) ". في ديسمبر 2010، أعلنت نبض آسيا على أساس نتائج مسح أكتوبر 2010، 69 ٪ من الفلبينيين يؤيدون مشروع القانون.
وقال ليتو أتينزا، رئيس برو لايف فليبين، إن الدراسات الاستقصائية التي أجرتها SWS وPulse Asia كانت مضللة، لأن المشاركين لم يكونوا على علم تام بالمشروع، ولم يكونوا على علم به، وأبلغوا أنه يتعلق بالصحة و «الأساليب الحديثة». وبدلاً من ذلك، أشار إلى الدراسة الاستقصائية للأسرة الفلبينية في ديسمبر 2009 التي أجرتها HB&A International (إحدى الشركات التابعة لـ Louis Harris & Associates) مع موظفي منظمة أبحاث آسيا (الشركة الفلبينية التابعة لـ Gallup International)). وخلص المسح إلى أن 92 ٪ من الناس في مانيلا الكبرى رفضوا مشروع القانون، «85 في المئة لا يدركون أنه بمجرد إقرار مشروع قانون الصحة الإنجابية سيسمح للمراهقين بتأمين» الأجهزة والمواد المجهضة "دون علم آبائهم وموافقتهم ... 90 في المئة لا يوافقون على أنه ينبغي للكونغرس تخصيص P2 مليار على حساب الأدوية الأساسية الأخرى لتطعيمات الأطفال المجانية، وعلاج الأمراض اللعين وغيرها من الاهتمامات الصحية والطبية الأكثر أهمية. " اعترف مانغاهاس بأن مسوحات SWS لم تتضمن العقوبات.
كما استضافت ABS-CBN مناظرة تلفزيونية في مايو 2011. حضر قادة كلا الجانبين، بما في ذلك النائب لاغمان والنائب جوليز. وفقا لأخبار ABS-CBN التي نشرت النتائج: «في استطلاع الرسائل القصيرة، 69.58 ٪ من الأصوات المدلى بها يرفضون مشروع القانون RH بينما يؤيده 30.42 ٪». في الاستطلاع المنفصل عبر الإنترنت الذي أجري على موقع هارابان المصغر الذي أعاد النقاش، صوتت الأغلبية ضد مشروع القانون في نهاية النقاش.
على Debate Hamon sa Pagbabago من تي في 5 في 21 أغسطس 2011، صوت جمهور الاستوديو بنسبة 100 ٪ ضد الفاتورة، في حين صوت 58.7 ٪ من المشاهدين ضد أر اتش بيل عبر الرسائل النصية، مقابل 41.3 ٪ لصالح.
أظهر الاستطلاع عبر الإنترنت الذي أجرته صحيفة «فلبين ستار» في 18 مايو 2011، أن 56٪ عارضوا مشروع قانون الصحة الإنجابية، بينما أيد 44٪ ذلك.

## المسيرات
ابتداءً من أواخر عام 2010، كانت هناك مسيرات مؤيدة ومعارضة لمشروع القانون.

## العقوبات
هناك تعليم إلزامي جنسي يبدأ من الصف الخامس، ويعاقب على «التضليل الخبيث». جميع مقدمي خدمات الرعاية الصحية التي تقدم خدمات الصحة الإنجابية، بما في ذلك مديري المستشفيات القائمة على الإيمان، قد يكون سجن والغرامة إذا رفضوا تقديم خدمات تنظيم الأسرة مثل ربط البوق وقطع القناة الدافقة. قد يحدث نفس الشيء لأصحاب العمل الذين لا يقدمون خدمات مجانية للموظفين. يتراوح السجن بين شهر وستة أشهر أو غرامة تتراوح ما بين عشرة آلاف بيزو (10000.00) إلى خمسين ألف بيزو (50,000,00). وزير المالية السابق روبرتو دي أوكامبو ذكر أن هذه الأحكام العقابية «بمثابة إهانة للحريات المدنية وضربة من الاضطهاد الديني».
دافع عن مشروع القانون، قال فيليب ميدالا، العميد السابق لكلية الاقتصاد بجامعة الفلبين، إنه "على الرغم من إمكانية تحسين وصول الفقراء إلى خدمات تنظيم الأسرة حتى بدون القانون، فإن غياب القانون يجعل من السهل عرقلة البرنامج.

## الفصل بين الكنيسة والدولة
رئيس الكنيسة الكاثوليكية في الفلبين، المطران لويس أنطونيو تاجل يعارض مشروع قانون الصحة الإنجابية، جنبا إلى جنب مع الإجهاض ومنع الحمل. لأن 81 ٪ من الفلبينيين كاثوليك، تمارس الكنيسة الكاثوليكية تأثيرًا قويًا في الحياة العامة والأخلاقية. أثارت معارضتها الشديدة لمشروع القانون الجدال بين غير الكاثوليك والكاثوليك على حد سواء الذين يؤيدون مشروع القانون الذي يحتج فيه الكثيرون بمبدأ الفصل بين الكنيسة والدولة.
الأب خواكين بيرناس، س. ج. أحد واضعي الدستور الفلبيني والمحامي والكاتب البارز، أوضح أن مفهوم الفصل بين الكنيسة والدولة موجه نحو الدولة، وليس الكنيسة، لأنه مفهوم سياسي. من الناحية الفنية، يعني «عدم إقامة الدين»، كما ينص الدستور، «لا يجوز إقرار أي قانون يحترم مؤسسة الدين». وهذا يعني أن الدولة يجب أن تسترشد بمبدأ أنها لا ينبغي أن تدعم أي دين معين وبالتالي لا ينبغي تخصيص التمويل الحكومي لبناء الكنائس أو المساجد وليس لصالح أي دين معين. إنه لا يمنع الكنيسة وأولياء الأمور والمشرفين والمعلمين وغيرهم من المعلمين الأخلاقيين من التعبير عن آرائهم وتثقيف عنابرهم بشأن أخلاق تصرفاتهم الشخصية والاجتماعية. تنص الكنيسة الكاثوليكية أيضًا على أن موقفهم قائم على أسباب علمانية وقانون طبيعي مقبول من غير الكاثوليك أيضًا. من ناحية أخرى، يذكر المؤيدون أنه لا ينبغي على الكنيسة التدخل في شؤون الدولة والتركيز على المسائل الدينية، وليس المسائل السياسية.

## ثقافة الحرب وآثارها
يُنظر إلى النقاش الوطني على أنه جزء من حرب ثقافية أوسع. تمريره أو عدم تمريره من مشروع القانون له آثار سلبية اعتمادا على وجهات النظر. يذكر المؤيدون أن عدم تمرير مشروع القانون سيجعل الفلبين لم تعد دولة متخلفة وغير قادرة على تحقيق الأهداف الإنمائية للألفية، لا سيما النقاط المتعلقة بتخفيف الفقر وصحة الأم. وهذا يعني التخلي عن الالتزامات الدولية وسيؤدي إلى إبطاء التحديث. أيضا، لن يحصل الفقراء على حرية الوصول إلى دعم تنظيم الأسرة الذي يريده الكثيرون، وبالتالي سيكون لديهم أطفال أكثر مما يمكنهم الاهتمام به ولن يملكوا المال لاستثماره في التعليم لكسر الفقر بين الأجيال المحاصرين فيه. كما تتهم الكنيسة الكاثوليكية باحتجاز الفلبين «رهينة» وانتهاك الفصل بين الكنيسة والدولة. يقولون إن انخفاض النمو السكاني سيؤدي إلى تحسين نوعية الحياة والتنمية الاقتصادية.

## المالية
تقترح وزارة الصحة 13.7 مليار بيزو لتمويل مشروع قانون الصحة الإنجابية إذا تم إقراره في عام 2012، وفقًا للسناتور بيا كايتانو.
زعمت منظمة الفلبينيين من أجل الحياة، وهي منظمة مناهضة للإجهاض، أن المشروع تم تمويله من قبل مجموعات مراقبة السكان الأجانب، وهو ادعاء نفاه النائب إدسيل لاغمان ووصفه بأنه «غزل قديم يعوزه الأساس الواقعي»، قائلاً إن اللوبي يعارض مشروع القانون. كان ذلك الذي كان مدعومًا من «التسلسل الهرمي الكاثوليكي الأثرياء بمساعدة عشرات المنظمات غير الحكومية».
وقال تسعة من المشرعين الشباب (Y9L) - بما في ذلك علياء ديمابورو ولوسي توريس غوميز وكارلو أليكسي نوجراليس - «إن الاعتماد البالغ 3 مليارات دولار لمشروع قانون الصحة الإنجابية، إذا طُرح نحو التعليم، يمكن أن يساعد في تأمين مستقبل الشباب الفلبينيين. يمكن لهذا المبلغ أن يبني 4,644 فصل دراسي جديد ... أو يمكنه دعم التعليم الجامعي لـ 300,000 من العلماء - وهي فرصة للطلاب المتفوقين المحرومين للحصول على دبلومهم».
من ناحية أخرى، قال لاجمان إن هاتين الأولويتين مهمتين ولكن مع تزايد عدد السكان، ستصبح الميزانية أكثر تشددًا، وبالتالي فإن النمو السكاني يمثل مشكلة رئيسية.

## ردود الفعل الدولية

### الاتحاد الأوروبي
قال سفير الاتحاد الأوروبي في الفلبين اليستير ماكدونالد «لقد رأينا جميعًا الأرقام المتعلقة بالإجهاض غير القانوني في الفلبين كل عام، وآمل أن يأخذ كل من مجلسي الكونغرس هذه القضايا في الاعتبار عند إصدار تشريع للصحة الإنجابية سيساعد حقًا يتخذ الناس خياراتهم الخاصة وأن يوفروا لهم أسرهم».
وقال ماكدونالد إن الافتقار إلى الوصول الفعال إلى خدمات الصحة الإنجابية في الفلبين «يتناقض» مع كفاح البلد ضد الفقر و «يبدو لي أنه من غير المرجح للغاية أن تكون الفلبين قادرة على الوفاء بالتزامها بموجب الأهداف الإنمائية للألفية بموجب السياسة الحالية». لاحظ ماكدونالد أن معدل الخصوبة الكليب النسبة لأغنى خُمس السكان هو 2.0، في حين أن معدل الخصوبة الإجمالي لأفقر الخُمس هو 5.9. معدل الخصوبة الإجمالي للنساء الحاصلات على تعليم جامعي هو 2.3، أي حوالي نصف معدل النساء الحاصلات على تعليم ابتدائي فقط (4.5). وذكر أن عدم الحصول على خدمات الصحة الإنجابية معادٍ للنساء، مشيرا إلى الانخفاض البطيء في نسبة وفيات الأمهات في الفلبين. وقال أيضًا إن الدراسات الاستقصائية تشير إلى أن إجمالي معدل الخصوبة المطلوب للفلبين هو 2.4 طفل، أو أقل من معدل الخصوبة الفعلي البالغ 3.3 طفل.

## الحالة

### التشريعية
في 31 كانون الثاني (يناير) 2011، تم دمج ستة مشاريع قوانين مختلفة في مشروع قانون الصحة الإنجابية الذي تمت الموافقة عليه بالإجماع للمناقشة العامة من قبل لجنة مجلس النواب حول العلاقات الأسرية والسرية. في 7 فبراير 2011، كان من المقرر عرض مشروع القانون على لجنة مخصصات مجلس النواب. في 16 فبراير 2011، أقرت لجنة الاعتمادات بمجلس النواب مشروع القانون مع التعديل وأحيلت إلى لجنة السكان لوضع اللمسات الأخيرة على اللغة.

## الرئيس ومجلس الوزراء
قال الرئيس نوينوي أكينو أثناء الحملة الرئاسية إنه يربكه لماذا يرتبط دائمًا بقانون الصحة الإنجابية وأكد مجددًا أنه ليس مؤلفًا ولا مؤلفًا مشاركًا ولم يوقع تقرير اللجنة بشأن مشروع القانون. قال إنه «سيدعم بشكل كامل صياغة سياسة حازمة تعالج المشكلة الخطيرة على السكان» في الوقت نفسه، قال أكينو إن «وسائل منع الحمل المصطنعة هي مسألة اختيار وضمير وأنه يجب معاقبة المهنيين الصحيين الذين يخدعون الناس باستخدام وسائل منع الحمل الاصطناعية. وككاثوليكي، قال أكينو إنه لا يروج لوسائل منع الحمل الاصطناعية ولكنه يعتقد أن يجب أن تكون الحكومة قادرة على توفيرها للفلبينيين الذين يطلبونها». أكد أكينو، «أنا كاثوليكي، لا أعمل على الترويج له. إن موقفي يطلق عليه اسم الأبوة المسؤولة بدلاً من الصحة الإنجابية».
وفقًا لرينا جيمينيز ديفيد المؤيدة للصحة الإنجابية، أثناء مؤتمر «نساء ينجبن الفلبين» المنعقد في سبتمبر 2010، قالت ديني سليمان، وزيرة الرفاه الاجتماعي والتنمية في أكينو، إن «الاختيار والوصول» يشكلان حجر الزاوية في سياسة حكومة أكينو، إعادة تأكيد دعم الإدارة لفواتير الصحة الإنجابية المعلقة.
في ديسمبر 2010، وافق مجلس الوزراء وسي بي سي بي على إجراء حملة مشتركة توفر معلومات كاملة عن مزايا ومخاطر وسائل منع الحمل وتنظيم الأسرة الطبيعي والاصطناعي والوالدية المسؤولة. لقد أنشأوا مجموعة عمل فنية لهذا الغرض. كما اتفقوا على أن الحكومة لن تكون «أداة لفرض أو انتهاك ضمير الناس بشأن هذه القضايا».
ومع ذلك، بحلول أبريل 2011 قدم أكينو دعمه الكامل لمشروع قانون الصحة الإنجابية بأكمله في خطاب ألقاه في جامعة الفلبين ديليمان ووعد بالضغط من أجل تمريره حتى في ظل «خطر الطرد».

## تسوية والبدائل
قدم رئيس مجلس الشيوخ خوان بونس إنريل، وعضو الكونجرس رويلو جوليز وقائمة أحزاب بوهاي، مشاريع قوانين منفصلة تهدف إلى تقييد الإجهاض واستخدام وسائل منع الحمل. لقد تم اعتبار هذه الفواتير إما إلغاءًا لقانون الصحة الإنجابية، أو بديلاً له، أو كوسيلة لتحقيق الوحدة بين السكان، لأن مؤيدي قانون الصحة الإنجابية قد أعربوا عن قلقهم في منع الإجهاض.
اقترح المرشح الرئاسي جيلبرت تيودورو أو غيبو تحويل نقدي من الحكومة إلى الأفراد الذين يريدون الوصول إلى وسائل تنظيم الأسرة، سواء كانت طبيعية أو اصطناعية. يمكن للأفراد بعد ذلك الاستفادة من الأموال التي يتلقونها لشراء أجهزة تحديد النسل التي قد يختارونها، وبالتالي ضمان حرية الاختيار.
أصدرت مدرسة لويولا اللاهوتية ومعهد جون جيه كارول لقضايا الدولة والكنيسة تسع نقاط للحديث عن مشروع قانون الصحة الإنجابية. من بين أمور أخرى، اقترحوا دراسة حول معنى الحمل في الدستور، وإذا كان ذلك يعني الإخصاب، فسيتم حظر الإجهاض "حتى الآن وبغض النظر عما إذا كان قد تم إقرار مشروع قانون الصحة الإنجابية". كما اقترحوا "برامج موازية لتوفير المعلومات والتدريب، واحد لتنظيم الأسرة الطبيعي (إن أف بي) والآخر للأساليب الاصطناعية لتنظيم الأسرة". كاتب العمود خوسيه سيسون من النجمة الفلبينية انتقد أن "المدرسة اللاهوتية الكاثوليكية اقترحت فعلياً في الأماكن العامة، استخدام أموال دافعي الضرائب لتدريب الفلبينيين على استخدام أساليب شريرة موضوعية وجوهرية"، ويستشهد "بالأدلة التجريبية والبراهين العلمية التي تؤكد الآثار الضارة والشرية لوسائل منع الحمل للأفراد والمجتمع.

## أحداث أخرى 2010-2012
في سبتمبر 2010، أكد أكينو، خلال هذه الزيارة إلى الولايات المتحدة، موقفه بأنه يؤيد الأبوة المسؤولة ويحترم قرار كل زوجين فيما يتعلق بعدد الأطفال الذين يريدون، وإذا كانوا بحاجة إلى دعم الحكومة لمنع الحمل. الحكومة ستوفر ذلك. أثار هذا البيان ضجة حيث يقول قادة الكنيسة الكاثوليكية أن أكينو باع الروح الفلبينية في مقابل بعض المساعدات «الشديدة» من الولايات المتحدة. قال رئيس مؤتمر الأساقفة الكاثوليك أنه قد يكون هناك إبعاد للرئيس إذا واصل موقفه. شجع المؤيدون لـ أر اتش بيل الرئيس على الصمود في أداء واجباته تجاه الدولة. المتحدث باسم الرئيس إدوين لاسييردا أوضح أن الرئيس «لم يغير موقفه» ويتواصل مع الأساقفة وقال إنه لم يتخذ أي قرار لدعم مشروع قانون الصحة الإنجابية لأنه لا يزال يدرس الوثيقة. وقال لاسييردا إن الفرع التنفيذي «لا يشارك في إقرار مشروع قانون الصحة الإنجابية، قائلاً إن مصير الإجراء يقع فقط على السلطة التشريعية».
صعدت الضغوط الفلبينية فري ثنكرز، وهي رابطة من الملحدين والملحدين والتقدميين، وما إلى ذلك، التي كانت نشطة للغاية في المعركة لصالح مشروع قانون الصحة الإنجابية، الضغط، مما أدى إلى إثارة المزيد من الجدل الذي أثار اهتمام متجدد في مشروع القانون على كلا الجانبين. في 30 أيلول (سبتمبر) 2010، قام كارلوس سيلدران، وهو أحد المتخوفين عن النزعة، بحركة احتجاج ضد الكنيسة الكاثوليكية، يحمل لافتة كتب عليها «داماسو»، في إشارة إلى رجل الدين الشرير الفاسد الأب داماسو من رواية نولي مي تانجيرى للفيلم الثوري الفلبيني الكاتب جوزيه ريزال، ويصرخ «توقف عن التورط في السياسة!» صفحة المعجبين، تم إنشاء فري كارلوس سيلدران في فايس بوك، مما أدى إلى توليد 23,808 معجب في 24 ساعة. فرانسيسكو مونتالفان إن داماسوس في النهاية هم الأشخاص المخططون والفاسدون والمضللون، مما يعني أن «المؤيدين للموت» هم هؤلاء، في حين أن الكاردينال روزاليس الذي بدأ صندوقًا وطنيًا للفقراء بعيدًا عن داماسو. في هذه الأثناء، أعلن مجلس الإمام في الفلبين، كبار قادة السكان المسلمين الذين يشكلون 4.5 مليون نسمة يمثلون 5 ٪ من سكان الفلبين، أنهم يعارضون وسائل منع الحمل لأن استخدامها «يقلل من الله» و «يجعل المرء يفقد الأخلاق في العملية».
خلال الجلسة العلنية الأولى في 24 نوفمبر، قال رئيس لجنة السكان التي تتعامل مع مشروع القانون أنه لا يوجد أي تعليمات من رئيس مجلس النواب لتسريع مشروع القانون. بناءً على دعوة أعضاء الكونغرس المناهضين للصحة الإنجابية، قرر رئيس اللجنة إحالة مشروع القانون إلى لجنة الصحة أيضًا لأن مشروع القانون يتعلق بالصحة الإنجابية. وقالت إليزابيث أنسيوكو، قائدة المجموعة المؤيدة للصحة الإنجابية، إن مشروع القانون محكوم عليه إذا أحيل إلى لجنة الصحة. وقال نائب رئيس الكونغرس المناهض للصحة اإلنجابية بابلو غارسيا إن أعضاء لجنة الصحة كانوا على علم باعان منظمة الصحة العالمية بشأن المسرطن لموانع الحمل الفموية المشتركة بين هرمون الإستروجين والبروجستيرون.
وقال رئيس مجلس النواب بلمونتي إنه من غير المرجح أن يستعجل الكونجرس تشريع مشروع القانون وسيتناوله في الجلسة العامة مطلع العام المقبل. وقال بلمونتي إنه من الأفضل إعطاء المزيد من الاهتمام للفواتير المثيرة للجدل.
في 3 ديسمبر، خفض مجلس الشيوخ الميزانية المقترحة لـ بي880ام لموانع الحمل إلى بي8ام للواقي الذكري لأن وسائل منع الحمل الأخرى انتهكت حظر الدستور على الإجهاض، وقال السناتور تيتو سوتو الثالث إن ناخبيه لم يطلبوا أبدًا وسائل منع الحمل. في 27 يوليو 2012، قرر رئيس مجلس النواب التصويت، بحلول 7 أغسطس 2012، حول ما إذا كان يتعين إنهاء المناقشات. وفي الوقت نفسه، سحب ستة مؤلفين مشاركين لمشروع القانون الدعم، حيث أعلن رئيس مجموعة الأقلية في المجلس أن ثمانية من مجموعتهم يسحبون دعمهم السابق لمشروع القانون.

## موافقة الكونجرس وموافقة رئيس الجمهورية
في الساعة 3 من صباح يوم 13 ديسمبر 2012، صوت مجلس النواب على القراءة الثانية لصالح مشروع القانون مع 113-109 في حين امتنع خمسة ممثلين عن التصويت. في مجلس الشيوخ، صوت مجلس الشيوخ، في 18 ديسمبر، 2012، لتمرير مشروع القانون في القراءة الثانية مع 13-8، في حين أن أعضاء مجلس الشيوخ سيرجيو أوسمينا وليتو لبيد كان غائبا.
في نفس اليوم، أقر كلا المجلسين مشروع القانون في القراءة الثالثة والأخيرة. صوت أعضاء مجلس النواب بأغلبية 133 صوتا مقابل 79 صوتا، بينما امتنع سبعة ممثلين عن التصويت. سجل مجلس الشيوخ 13-8، وكانت النتيجة نفسها هي القراءة الثانية.
في 19 ديسمبر 2012، تم تمرير نسختين من مشروع القانون إلى لجنة ثنائية المجلس لإنتاج نسخة نهائية لتوقيع الرئيس أكينو. أقرت اللجنة بسرعة مشروع القانون في جلسة واحدة فقط. تم إحالته مرة أخرى إلى مجلس النواب ومجلس الشيوخ، اللتين صادقتا على مشروع القانون، مع تصويت مجلس الشيوخ 11-5 لصالح التصديق، وتصويت مجلس النواب عن طريق التصويت الصوتي.
في 21 كانون الأول (ديسمبر) 2012، وقع الرئيس أكينو مشروع القانون ليصبح قانونًا، مدونًا القانون باعتباره قانون الجمهورية رقم 10354، والمعروف باسم «قانون الأبوة المسؤولة والصحة الإنجابية لعام 2012». تم الإعلان عن أخبار التوقيع من قبل زعيم الأغلبية في مجلس النواب نيبالي جونزاليس الثاني في 28 ديسمبر 2012.

## الطعن أمام المحكمة العليا وتأخير التنفيذ
استجابةً للالتماسات التي تتحدى دستورية القانون، صوتت المحكمة العليا بأغلبية 10 مقابل 5 في 19 مارس 2013 لإصدار أمر مسبق بوقف تنفيذ القانون لمدة أربعة أشهر. تم تعيين الحجج الشفوية في 18 يونيو، لكن تم تأجيلها حتى 9 يوليو بعد أن تلقت المحكمة العليا التماسات وتدخلات إضافية.
خلال المرافعات الشفهية، أشار العديد من القضاة إلى أن المحكمة «لا يبدو أنها المنتدى الصحيح - على الأقل في الوقت الحالي». لم يستطع حل المشاكل الطبية، مثل ما إذا كانت وسائل منع الحمل المراد توفيرها كانت بالفعل عوامل إجهاض. وقالت رئيسة المحكمة ماريا لورديس سيرينو إن المحكمة قد لا يكون أمامها خيار سوى ممارسة «ضبط النفس القضائي» على الالتماسات الـ 15 التي تعارض القانون.
في 16 يوليو، صوت القضاة 8-7 لتمديد أمر الوضع السابق، والذي كان سينتهي في اليوم التالي "حتى تصبح أوامر أخرى سارية على الفور." الحجج الشفهية التي اختتمت في 27 أغسطس / آب، مع إصدار تعليمات ضد مقدمي الالتماسات وعن القانون لتقديم مذكرات في غضون 60 يومًا.
في 8 أبريل 2014، أيدت المحكمة العليا دستورية القانون. غير أن القضاة أسقطوا ثمانية أحكام من القانون جزئيا أو كليا.
في عام 2015، أصدرت المحكمة العليا أمرًا مؤقتًا بتقييد بعض أحكام القانون، يحظر توزيع موانع الحمل.
على الرغم من الأمر التقييدي المتعلق بأساليب معينة لمنع الحمل، قرر الرئيس دوترت، في سبتمبر 2018، أن يضمن، في عام 2018، وسائل منع الحمل المجانية لستة ملايين امرأة من ذوي الاحتياجات غير الملباة لتنظيم الأسرة الحديث - في عام 2018، لمليوني امرأة تم تحديدهن على أنهن فقيرات، وفي وقت لاحق لمزيد من 4 ملايين امرأة.